# Азяк
Азяк — река в России, течёт по территории Бураевского и Мишкинского районов Башкортостана. Устье реки находится в 135 км по левому берегу реки Быстрый Танып. Длина реки — 26 км, площадь водосборного бассейна — 161 км².

## Данные водного реестра
По данным государственного водного реестра России относится к Камскому бассейновому округу, водохозяйственный участок реки — Белая от города Бирск и до устья, речной подбассейн реки — Белая. Речной бассейн реки — Кама.
Код объекта в государственном водном реестре — 10010201612111100025995.